# Сушко, Роман (логик)
Роман Сушко (пол. Roman Suszko; 9 ноября 1919, Подобора — 3 июня 1979, Варшава) — польский логик, занимавшийся, в частности, теорией множеств, семантикой и математической лингвистикой. Создатель нефрегевской логики.

## Биография
Сын Ежи Сушко, химика.
Роман Сушко посещал школы в Цешине, Кракове, Львове и Познани. Во время оккупации он работал в Кракове, в частности, ночным сторожем, носильщиком и телефонистом. Одновременно он учился на нелегальных курсах Ягеллонского университета, которые закончил 15 мая 1945 года (название магистерской диссертации: «Достижения польской логики»). С 1946 по 1952 год он работал на факультете математики и естественных наук Познанского университета на кафедре теории и методологии наук, которую возглавлял Казимеж Айдукевич. В 1948 году он стал доктором философии, а в 1951 году хабилитировался на основе своей диссертации «Канонические аксиоматические системы». В 1953 г. перешел на кафедру логики философского факультета Варшавского университета, где работал до 1965 г. В 1965 г. перешел в Институт философии и социологии Польской академии наук, где возглавлял кафедру логики с 1966 по 1969 гг. В 1967—1969 и 1970—1973 годах он находился в США в качестве приглашенного профессора в Технологическом институте Стивенса в Хобокене, штат Нью-Джерси. С 1974 по 1978 год он работал в Высшей школе сельского хозяйства и педагогики в Седльце.